# Jama Ali Jama
Jama Ali Jama (em somali: Jaamac Cali Jaamac, em árabe: جامع علي جامع)  é um político somali. Foi o presidente da Puntlândia de 14 de novembro de 2001 a 8 de maio de 2002. O período de sua presidência foi ofuscado pela Crise da Puntlândia (2001–2003), que começou depois que o ex-presidente Abdullahi Yusuf Ahmed rejeitou a eleição de Jama. Em maio de 2002, foi deposto à força pelas tropas etíopes que tentavam instalar o seu rival político como presidente.

## Carreira
Foi educado em Moscou e mais tarde se juntou ao Exército Nacional Somali, chegando ao posto de coronel.
Em meados da década de 1970, a União Soviética promoveu Jama como o principal ideólogo do socialismo no Chifre da África. Posteriormente, foi preso por 11 anos pelo regime de Mohamed Siad Barre, após ter sido acusado de participar de um golpe de Estado fracassado. Jama foi reconhecido pela Anistia Internacional como um prisioneiro de consciência.
Em novembro de 2001, Jama foi eleito presidente de Puntlândia. No entanto, a posição foi contestada pelo presidente cessante, Abdullahi Yusuf Ahmed, que queria que o seu mandato fosse prolongado.
Jama foi deposto como presidente de Puntlândia em maio de 2002, quando o exército etíope ajudou a destituí-lo para instalar Abdullahi Yusuf. Yusuf usou a 'Guerra ao Terror' para justificar a operação e alegou que Jama apoiava a Al-Itihaad Al-Islamiya. Os combates eclodiram entre forças leais a Yusuf e Jama durante janeiro de 2003.
Mais tarde, Jama tornou-se legislador no Parlamento Federal de Transição.